# Tence
Tence är en kommun i departementet Haute-Loire i regionen Auvergne-Rhône-Alpes i centrala Frankrike. Kommunen ligger i kantonen Tence som tillhör arrondissementet Yssingeaux. År 2022 hade Tence 3 148 invånare.

## Befolkningsutveckling
Antalet invånare i kommunen Tence
| Referens: INSEE |